# راسيل هاميلتون (مغني)
راسيل هاميلتون (بالإنجليزية: Russ Hamilton)‏ هو مغني ومغن مؤلف بريطاني، ولد في 19 يناير 1932 في ليفربول في المملكة المتحدة، وتوفي في 11 أكتوبر 2008.

## وصلات خارجية
- راسيل هاميلتون على موقع IMDb (الإنجليزية)
- راسيل هاميلتون على موقع ميوزك برينز (الإنجليزية)
- راسيل هاميلتون على موقع أول ميوزيك (الإنجليزية)
- راسيل هاميلتون على موقع ديسكوغز (الإنجليزية)